# Nordmazedonien beim Eurovision Song Contest
Teilnehmende Rundfunkanstalt

Erste Teilnahme
1998
Bisher letzte Teilnahme
2022
Anzahl der Teilnahmen
20 (Stand 2021)
Höchste Platzierung
7 (2019)
Höchste Punktzahl
305 (2019)
Niedrigste Punktzahl
16 (1998)
Punkteschnitt (seit erstem Beitrag)
59,26 (Stand 2019)
Punkteschnitt pro abstimmendem Land im 12-Punkte-System
1,26 (Stand 2019)
Dieser Artikel befasst sich mit der Geschichte Nordmazedoniens als Teilnehmer am Eurovision Song Contest.
Die Bezeichnung des Landes lautete aufgrund des Namenstreites mit Griechenland bis zum Eurovision Song Contest in Lissabon 2018 Ehemalige jugoslawische Republik Mazedonien (englisch Former Yugoslav Republic of Macedonia (FYROM), französisch Ancienne République Yougoslave de Macédoine (ARYM)). Als Abkürzung wurde F.Y.R. Macedonia oder MKD benutzt. Als der ESC 2006 in Athen stattfand, wurde einmalig die gesamte Bezeichnung Former Yugoslav Republic of Macedonia verwendet. Nachdem das Land 2019 in Nordmazedonien umbenannt wurde, gab die EBU am 6. März 2019 bekannt, dass das Land bei der Veranstaltung zukünftig unter den Namen Nordmazedonien (englisch North Macedonia, französisch Macédoine du Nord) auftreten wird.

## Teilnahme als Teil Jugoslawiens
Nordmazedonien nahm von 1961 bis 1991 als Teil der SFR Jugoslawien am Eurovision Song Contest teil. Der Nordmazedonieser Sender RTV Skopje konnte die jugoslawische Vorentscheidung Jugovizija allerdings nie gewinnen und stellte somit keinen ESC-Beitrag.

## Regelmäßigkeit der Teilnahme und Erfolge im Wettbewerb

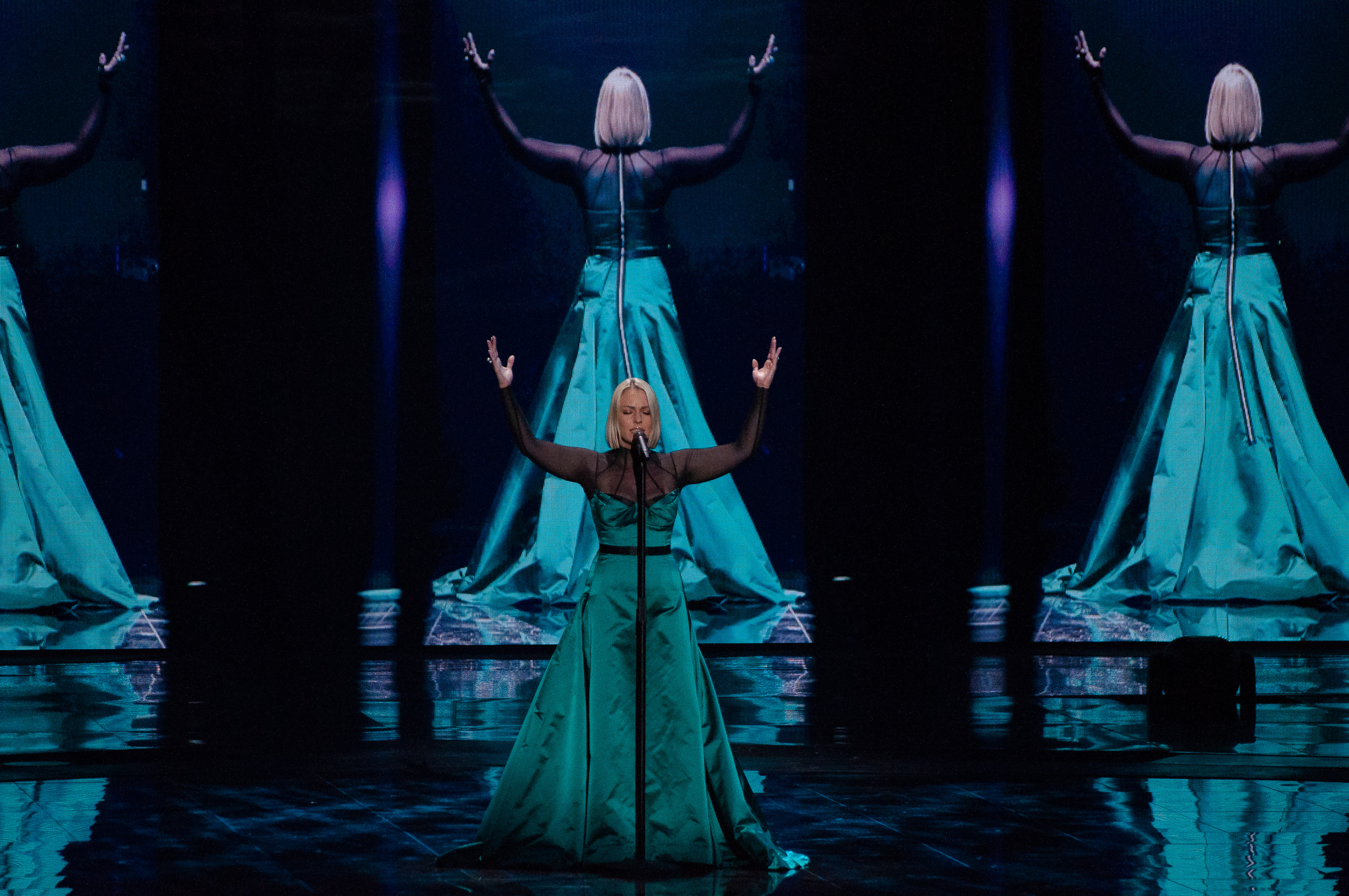
Tamara Todevska holte 2019 das beste bisherige Ergebnis im Wettbewerb für Nordmazedonien

Nordmazedonien wollte bereits im Jahr 1996 am Eurovision Song Contest teilnehmen und reichte den von Kaliopi Grill gesungenen Titel Samo ti ein. Bei der internen Vorauswahl der EBU kam das Lied jedoch nicht unter die ersten 23. Nach der Enttäuschung verzichtete Nordmazedonien 1997 auf die Teilnahme und war erstmals 1998 in Birmingham vertreten. Dort erreichte das Land mit Platz 19 jedoch nur ein eher unterdurchschnittliches Ergebnis, so dass 1999 das Land erneut aussetzen musste. Im Jahr 2000 konnte Nordmazedonien wieder teilnehmen, allerdings erreichte das Land mit Platz 15 nur ein durchschnittliches Ergebnis. So musste auch 2001 ausgesetzt werden. Auch 2002 wurde mit Platz 19 kein wirklich gutes Ergebnis erreicht, so dass Nordmazedonien auch 2003 wieder aussetzen musste. Erst 2004 durfte Nordmazedonien wieder teilnehmen, musste allerdings im neu eingeführten Halbfinale antreten. Toše Proeski erreichte dort Platz 10 und qualifizierte sich somit für das Finale. Mit Platz 14 wurde das bis dahin beste Ergebnis dann erreicht. Auch 2005 erreichte Nordmazedonien das Finale, konnte hier mit Platz 17 aber eher wieder nur durchschnittlich abschneiden. Auch 2006 wurde das Finale erreicht, wo Elena Risteska das bis dahin beste Ergebnis für Nordmazedonien erreichte mit Platz 12. 2007 erreichte Nordmazedonien ebenfalls das Finale und holte hier dann mit Platz 14 das gleiche Ergebnis wie 2004. 2008 hingegen scheiterte das Land erstmals im Halbfinale.
Schließlich wurde 2008 eine neue Qualifikationsregel eingeführt, wo die besten neun Titel des Televotings sowie ein von einer Back-Up-Jury ausgewählter Beitrag ins Finale kommen. Hierbei scheiterte Nordmazedonien sowohl 2008 als auch 2009 knapp als Zehnter des Televotings an der Finalqualifikation. Das Nordmazedonische Fernsehen setzte sich deshalb 2009 bei der EBU für eine Regeländerung ein und drohte sogar mit dem Rückzug vom Eurovision Song Contest. Daraufhin wurde ab 2010 dann – wie 2009 schon die Finalwertung – die Halbfinalwertungen je zur Hälfte aus dem Televoting und Jurywertungen zusammengesetzt. Allerdings nützte diese Regeländerung dem Land 2010 wenig, denn Nordmazedonien verpasste mit Platz 15 im Halbfinale deutlich die Qualifikation. Auch 2011 wurde mit Platz 16 die Qualifikation für das Finale deutlich verpasst. Erst 2012 schaffte es wieder ein Nordmazedonischer Beitrag ins Finale.
2012 schaffte Nordmazedonien mit Kaliopi, die bereits 1996 hätte antreten sollen, nach vier Jahren wieder den Finaleinzug und landete im Finale sogar knapp in der vorderen Hälfte auf Platz 13. Nach diesem Ergebnis folgte 2013 dann Nordmazedoniens bis dahin schlechtestes Ergebnis. Esma Redžepova & Vlatko Lozanoski erreichten nur den vorletzten Platz im Halbfinale. Auch Tijana Dapčević verpasste 2014 den Finaleinzug mit Platz 13 im Halbfinale. 2015 wurde dann das Ergebnis von 2013 wiederholt und Nordmazedonien landete dann wieder auf den vorletzten Platz. 2016 wurde dann erneut Kaliopi geschickt, die bereits 2012 teilnahm. Mit Platz 11 im Halbfinale verpasste sie knapp das Finale. Auch 2017 erreichte Nordmazedonien nicht das Finale und landete im Halbfinale auf Platz 15.
Ursprünglich sollte das Land 2018 erstmals aufgrund finanzieller Schwierigkeiten auf eine Teilnahme verzichten. Grund war die Anhäufung einer beträchtlichen Summe an Schulden des Senders MRT bei der EBU, weswegen Nordmazedonien zunächst keine Teilnahmeberechtigung erhielt. Später wurde jedoch eine Einigung gefunden und Nordmazedonien nahm 2018 doch teil. Die Teilnahme war allerdings dann ein neuer Tiefpunkt. Nordmazedonien erreichte nur Platz 18 im Halbfinale und damit das bis heute schlechteste Ergebnis. Nach diesem weiteren Misserfolg nahm Nordmazedonien, welches erstmals 2019 unter diesen Landesnamen antrat, trotzdem auch im Folgejahr teil. Dort kam dann der große und überraschende Erfolg. Nach einer langen Durststrecke von Nichtqualifikationen seit 2012 erreichte das Land 2019 zum ersten Mal seit sieben Jahren mit Tamara Todevska wieder das Finale und konnte sogar das beste Ergebnis in der Geschichte Nordmazedoniens beim Song Contest sichern – ein siebter Platz im Finale, was die erste Platzierung Nordmazedoniens unter den besten Zehn darstellte, sowie ein zweiter Platz im Halbfinale. Mit 305 Punkten wurde zudem eine neue Höchstpunktzahl für das Land erreicht. 2021 konnte an diesen Erfolg nicht angeknüpft werden; der Sänger Vasil verpasste den Sprung ins Finale und belegte im Halbfinale Platz 15. Auch 2022 scheiterte man dann wieder am Finaleinzug, wenn aber auch nur knapp als Elftplatzierter. Von 2023 bis 2025 nahm Nordmazedonien nicht am Wettbewerb teil.
Insgesamt landeten also nur drei von den 20 Beiträgen in der linken Tabellenhälfte. Außerdem verpasste das Land bereits zwölfmal (mit Belgien und Irland) das Halbfinale und zählt nach Slowenien und Lettland zu den Ländern, die am dritthäufigsten im Halbfinale ausgeschieden sind. Im Gegenzug dazu wurde Nordmazedonien aber auch nie Letzter, erreichte aber viermal den vorletzten Platz. Somit gehört Nordmazedonien, trotz des Erfolges 2019, zu den erfolglosesten Ländern im Wettbewerb.

## Liste der Beiträge
Farblegende:
– 1. Platz. 
– 2. Platz. 
– 3. Platz. 
– Punktgleichheit mit dem letzten Platz.
– ausgeschieden im Halbfinale/in der Qualifikation/im osteuropäischen Vorentscheid.
– keine Teilnahme/nicht qualifiziert.
– Absage des Eurovision Song Contests.
| Jahr      | Interpret                                                            | Titel Musik (M) und Text (T)                                                                                        | Sprache                  | Übersetzung                     | Finale                                           | Finale                                           | Halbfinale/ Qualifikation                        | Halbfinale/ Qualifikation                        | Nationaler Vorentscheid  |
| Jahr      | Interpret                                                            | Titel Musik (M) und Text (T)                                                                                        | Sprache                  | Übersetzung                     | Platz                                            | Punkte                                           | Platz                                            | Punkte                                           | Nationaler Vorentscheid  |
| --------- | -------------------------------------------------------------------- | --- | ------------------------ | ------------------------------- | ------------------------------------------------ | ------------------------------------------------ | ------------------------------------------------ | ------------------------------------------------ | ------------------------ |
| 1996      | Kaliopi Калиопи Грил                                                 | Samo ti (Само ти) M/T: Kaliopi Grill                                                                                | Mazedonisch              | Nur du                          | Nicht qualifiziert Qualifikationsrunde           | Nicht qualifiziert Qualifikationsrunde           | 26 / 29                                          | 14                                               | interne Auswahl          |
| 1997      | Auf Teilnahme verzichtet                                             | Auf Teilnahme verzichtet                                                                                            | Auf Teilnahme verzichtet | Auf Teilnahme verzichtet        | Auf Teilnahme verzichtet                         | Auf Teilnahme verzichtet                         | Auf Teilnahme verzichtet                         | Auf Teilnahme verzichtet                         | Auf Teilnahme verzichtet |
| 1998      | Vlado Janevski Владо Јаневски                                        | Ne zori, zoro (Не Зори, Зоро) M: Grigor Koprov; T: Vlado Janevski                                                   | Mazedonisch              | Die Sonne möge nicht untergehen | 19 / 25                                          | 16                                               | Direkt für das Finale qualifiziert               | Direkt für das Finale qualifiziert               | Skopje Fest 1998         |
| 1999      | Nicht qualifiziert                                                   | Nicht qualifiziert                                                                                                  | Nicht qualifiziert       | Nicht qualifiziert              | Nicht qualifiziert                               | Nicht qualifiziert                               | Nicht qualifiziert                               | Nicht qualifiziert                               | Nicht qualifiziert       |
| 2000      | XXL                                                                  | 100% te ljubam (Сто посто те љубам) M: Dragan Karanfilovski; T: Orče Zafirovski, Vlado Janevski                     | Mazedonisch, Englisch    | Ich liebe dich hundertprozentig | 15 / 24                                          | 29                                               | Direkt für das Finale qualifiziert               | Direkt für das Finale qualifiziert               | Skopje Fest 2000         |
| 2001      | Nicht qualifiziert                                                   | Nicht qualifiziert                                                                                                  | Nicht qualifiziert       | Nicht qualifiziert              | Nicht qualifiziert                               | Nicht qualifiziert                               | Nicht qualifiziert                               | Nicht qualifiziert                               | Nicht qualifiziert       |
| 2002      | Karolina Каролина                                                    | Od nas zavisi (Од нас зависи) M: Nikola Perevski; T: Vladimir Krstevski                                             | Mazedonisch              | Es liegt an uns                 | 19 / 24                                          | 25                                               | Direkt für das Finale qualifiziert               | Direkt für das Finale qualifiziert               | Skopje Fest 2002         |
| 2003      | Nicht qualifiziert                                                   | Nicht qualifiziert                                                                                                  | Nicht qualifiziert       | Nicht qualifiziert              | Nicht qualifiziert                               | Nicht qualifiziert                               | Nicht qualifiziert                               | Nicht qualifiziert                               | Nicht qualifiziert       |
| 2004      | Toše Proeski Тоше Проески                                            | Life M: Jovan Jovanov; T: Ilija Nikolovski                                                                          | Englisch                 | Das Leben                       | 14 / 24                                          | 47                                               | 10 / 22                                          | 71                                               | Nationaler Vorentscheid  |
| 2005      | Martin Vučić Мартин Вучиќ                                            | Make My Day M: Dragan Vučić; T: Branka Kostić                                                                       | Englisch                 | Rette meinen Tag                | 17 / 24                                          | 52                                               | 9 / 25                                           | 97                                               | Skopje Fest 2005         |
| 2006      | Elena Risteska Елена Ристеска                                        | Ninanajna (Нинанајна) M: Darko Dimitrov; T: Rade Vrčakovski                                                         | Englisch, Mazedonisch    | Ninanaina                       | 12 / 24                                          | 56                                               | 10 / 23                                          | 76                                               | Nacionalen Evrosong 2006 |
| 2007      | Karolina Каролина                                                    | Mojot svet (Мојот свет) M: Grigor Koprov; T: Ognen Nedelkovski                                                      | Mazedonisch, Englisch    | Meine Welt                      | 14 / 24                                          | 73                                               | 9 / 28                                           | 97                                               | Nacionalen Evrosong 2007 |
| 2008      | Tamara, Vrčak & Adrian Тамара Тодевска, Раде Врчаковски, Адриан Гаџа | Let Me Love You M/T: Rade Vrchakovski-Vrcak                                                                         | Englisch                 | Lass mich dich lieben           | Ausgeschieden                                    | Ausgeschieden                                    | 10 / 19                                          | 64                                               | Skopje Fest 2008         |
| 2009      | Next Time                                                            | Nešto što kje ostane (Нешто што ќе остане) M/T: Damjan Lazarov, Jovan Jovanov                                       | Mazedonisch              | Etwas das übrig bleibt          | Ausgeschieden                                    | Ausgeschieden                                    | 10 / 18                                          | 45                                               | Skopje Fest 2009         |
| 2010      | Gjoko Taneski                                                        | Jas ja imam silata (Јас ја имам силата) M/T: Kristijan Gabrovski                                                    | Mazedonisch              | Ich habe die Kraft              | Ausgeschieden                                    | Ausgeschieden                                    | 15 / 17                                          | 37                                               | Skopje Fest 2010         |
| 2011      | Vlatko Ilievski                                                      | Rusinka (Русинкa) M: Grigor Koprov; T: Grigor Koprov, Vladimir Dojcinovski, Jovan Jovanov, Marko Marinkovic         | Mazedonisch, Englisch    | Russische Frau                  | Ausgeschieden                                    | Ausgeschieden                                    | 16 / 19                                          | 36                                               | Skopje Fest 2011         |
| 2012      | Kaliopi Калиопи                                                      | Crno i belo (Црно и бело) M: Romeo Grill; T: Kaliopi                                                                | Mazedonisch              | Schwarz und Weiß                | 13 / 26                                          | 71                                               | 9 / 18                                           | 53                                               | interne Auswahl          |
| 2013      | Esma Redžepova & Vlatko Lozanoski Есма Реџепова & Влатко Лозаноски   | Pred da se razdeni (Пред да се раздени) M: Darko Dimitrov, Lazar Cvetkoski, Simeon Atanasov; T: Magdalena Cvetkoska | Mazedonisch, Romani      | Kurz vor der Morgendämmerung    | Ausgeschieden                                    | Ausgeschieden                                    | 16 / 17                                          | 28                                               | interne Auswahl          |
| 2014      | Tijana Dapčević Тијана Дапчевиќ                                      | To the Sky M: Darko Dimitrov, Lazar Cvetkoski; T: Elena Risteska                                                    | Englisch                 | Zum Himmel                      | Ausgeschieden                                    | Ausgeschieden                                    | 13 / 15                                          | 33                                               | interne Auswahl          |
| 2015      | Daniel Kajmakoski Даниел Кајмакоски                                  | Autumn Leaves M: Joacim Persson; T: Aleksandar Mitevski, Daniel Kajmanoski                                          | Englisch                 | Herbstlaub                      | Ausgeschieden                                    | Ausgeschieden                                    | 15 / 16                                          | 28                                               | Skopje Fest 2015         |
| 2016      | Kaliopi Калиопи                                                      | Dona (Донa) M: Romeo Grill; T: Kaliopi                                                                              | Mazedonisch              | Dame                            | Ausgeschieden                                    | Ausgeschieden                                    | 11 / 18                                          | 88                                               | interne Auswahl          |
| 2017      | Jana Burčeska Јана Бурческа                                          | Dance Alone M/T: Joacim Persson, Alex Omar, Florence A., Bobi-Leon Milanow                                          | Englisch                 | Alleine tanzen                  | Ausgeschieden                                    | Ausgeschieden                                    | 15 / 18                                          | 69                                               | interne Auswahl          |
| 2018      | Eye Cue                                                              | Lost and Found M/T: Bojan Trajkovski                                                                                | Englisch                 | Verloren und gefunden           | Ausgeschieden                                    | Ausgeschieden                                    | 18 / 19                                          | 24                                               | interne Auswahl          |
| 2019      | Tamara Todevska Тамара Тодевска                                      | Proud M: Darko Dimitrov, Lazar Cvetkoski, Robert Bilbilov; T: Kosta Petrov, Sanja Popovska                          | Englisch                 | Stolz                           | 7 / 26                                           | 305                                              | 2 / 18                                           | 239                                              | interne Auswahl          |
| 2020      | Vasil Васил                                                          | YOU M: Nevena Neskoska; T: Nevena Neskoska, Kalina Neskoska, Alice Schroeder                                        | Englisch                 | Du                              | Absage wegen der COVID-19-Pandemie durch die EBU | Absage wegen der COVID-19-Pandemie durch die EBU | Absage wegen der COVID-19-Pandemie durch die EBU | Absage wegen der COVID-19-Pandemie durch die EBU | interne Auswahl          |
| 2021      | Vasil Васил                                                          | Here I Stand M/T: Vasil Garvanliev                                                                                  | Englisch                 | Hier stehe Ich                  | Ausgeschieden                                    | Ausgeschieden                                    | 15 / 16                                          | 23                                               | interne Auswahl          |
| 2022      | Andrea                                                               | Circles M: Aleksandar Masevski; T: Aleksandar Masevski, Andrea Koevska                                              | Englisch                 | Kreise                          | Ausgeschieden                                    | Ausgeschieden                                    | 11 / 18                                          | 76                                               | Za Evrosong 2022         |
| seit 2023 | Auf Teilnahme verzichtet                                             | Auf Teilnahme verzichtet                                                                                            | Auf Teilnahme verzichtet | Auf Teilnahme verzichtet        | Auf Teilnahme verzichtet                         | Auf Teilnahme verzichtet                         | Auf Teilnahme verzichtet                         | Auf Teilnahme verzichtet                         | Auf Teilnahme verzichtet |

## Nationale Vorentscheide
Alle Nordmazedonischen Beiträge bis 2011 zum Eurovision Song Contest wurden im Rahmen eines nationalen Vorentscheids bestimmt, wobei verschiedene Modi angewandt wurden. Seit 2012 wurden – bis auf 2015 – sowohl Beitrag als auch Interpret intern ausgewählt und in einer TV-Sendung der Öffentlichkeit vorgestellt.

### 1996 bis 2002
1996 bis 2002 fanden die Vorentscheide im großen Rahmen mit vielen Teilnehmern (zwischen 18 und 22) statt. Zudem wurden 1996 noch zwei Vorrunden mit 15 und 14 Teilnehmern veranstaltet. Gewählt wurde 1996 per Jury, 1998 per Televoting sowie 2000 und 2002 mittels Jury, Televoting und mit Hilfe des Studiopublikums.

### 2004
Toše Proeski wurde 2004 intern ausgewählt, Nordmazedonien beim in Istanbul stattfindenden Wettbewerb zu vertreten. Beim Vorentscheid stellte er acht Titel vor. Das Siegerlied wurde von einer Jury, Televoting sowie dem Sänger selbst bestimmt.

### 2005
2005 wurden Sänger und Lied getrennt gewählt: Die aus insgesamt 128 Bewerben ausgewählten besten zwei Sänger stellten beim Vorentscheid je vier Lieder vor, der Sieger wurde von einer Jury, Televoting und dem Studiopublikum ermittelt.

### 2006 und 2007
2006 und 2007 wurde der „klassische“ Vorentscheid wieder eingeführt: Dabei nahmen 2006 20 und 2007 15 Künstler mit je einem Titel teil. Der Sieger wurde ausschließlich per Televoting bestimmt, wobei dieses 2007 erstmals regional gesplittet war. Dennoch erhielt die Siegerin Karolina aus allen zwölf Regionen die Höchstwertung von zwölf Punkten.

### 2009 und 2010
2009 wurde der Vorentscheid um zwei Vorrunden à 16 Kandidaten ergänzt, aus denen sich je die besten acht fürs Finale qualifizierten. Abgestimmt wurde wie 2008 per Jury- und Televoting. 2010 waren jeweils 14 statt 16 Lieder im Halbfinale.

### 2008 und 2011
2008 fand auch ein klassischer Vorentscheid mit 15 Kandidaten statt, gewählt wurde per Jury- und Televoting, je mit der Gewichtung 50 %. 2011 nahmen 20 statt 15 Lieder teil.

### 2015
Für 2015 kehrte das Skopje-Fest als nationale Nordmazedonische ESC-Vorentscheidung zurück. 20 Interpreten nahmen an der Show, die am 13. November 2014 stattfand, teil. Somit ist Nordmazedonien 2015 das Land, das seinen Beitrag am frühesten ausgewählt hat, noch vor Malta am 22. November. Das Ergebnis wurde zu 50 % durch Televoting und zu 50 % durch internationale Jurys aus Österreich, Aserbaidschan, Bulgarien, Rumänien, der Türkei, den Niederlanden und Kroatien bestimmt.

## Sprachen
Nachdem ab 1999 Lieder nicht mehr in der Landessprache gesungen werden mussten, wurden nur Od nas zavisi 2002, Nešto što kje ostane 2009, Crno i belo 2012 und Dona 2016 komplett in der Landessprache vorgestellt. Alle anderen Titel wurden entweder komplett auf Englisch vorgestellt, wurden als Englisch-Mazedonische Mischversionen vorgestellt oder enthielt neben Mazedonisch noch eine weitere Sprache. Der Beitrag von 2006 war überwiegend auf Englisch, wurde jedoch auf Mazedonisch beendet. 2000 und 2007 war es umgekehrt; die Lieder waren überwiegend in der Landessprache mit dem letzten Refrain auf Englisch. Der Beitrag von 2011 enthielt neben Mazedonisch auch einige englische Zeilen. 2013 enthielt der Beitrag sogar neben der mazedonischen Sprache auch einige Zeilen auf Romani. Da beim Vorentscheid aber oftmals alle Beiträge auf Mazedonisch gesungen werden mussten, existiert von vielen Beiträgen auch eine Fassung in der Landessprache. 2002 gab es Kontroversen um die Sprache, als Karolina sich zunächst weigerte, ihr Lied auf Mazedonisch vorzutragen, sich aber schließlich den Vorgaben des Fernsehsenders beugte.

## Punktevergabe
Folgende Länder erhielten die meisten Punkte von oder vergaben die meisten Punkte an Nordmazedonien (Stand: 2022):
| Die meisten im Finale vergebenen Punkte | Die meisten im Finale vergebenen Punkte | Die meisten im Finale vergebenen Punkte |
| Platz                                   | Land                                    | Punkte                                  |
| --------------------------------------- | --------------------------------------- | --------------------------------------- |
| 1                                       | Serbien                                 | 150                                     |
| 2                                       | Albanien                                | 127                                     |
| 3                                       | Italien                                 | 86                                      |
| 4                                       | Türkei                                  | 79                                      |
| 5                                       | Kroatien                                | 77                                      |

| Die meisten im Finale erhaltenen Punkte | Die meisten im Finale erhaltenen Punkte | Die meisten im Finale erhaltenen Punkte |
| Platz                                   | Land                                    | Punkte                                  |
| --------------------------------------- | --------------------------------------- | --------------------------------------- |
| 1                                       | Kroatien                                | 74                                      |
| 2                                       | Slowenien                               | 51                                      |
| 3                                       | Albanien                                | 48                                      |
| 4                                       | Serbien                                 | 46                                      |
| 5                                       | Bosnien und Herzegowina                 | 43                                      |

| Die meisten insgesamt vergebenen Punkte | Die meisten insgesamt vergebenen Punkte | Die meisten insgesamt vergebenen Punkte |
| Platz                                   | Land                                    | Punkte                                  |
| --------------------------------------- | --------------------------------------- | --------------------------------------- |
| 1                                       | Albanien                                | 263                                     |
| 2                                       | Serbien                                 | 254                                     |
| 3                                       | Kroatien                                | 172                                     |
| 4                                       | Bulgarien                               | 160                                     |
| 5                                       | Malta                                   | 125                                     |
| 5                                       | Türkei                                  | 125                                     |

| Die meisten insgesamt erhaltenen Punkte | Die meisten insgesamt erhaltenen Punkte | Die meisten insgesamt erhaltenen Punkte |
| Platz                                   | Land                                    | Punkte                                  |
| --------------------------------------- | --------------------------------------- | --------------------------------------- |
| 1                                       | Albanien                                | 183                                     |
| 2                                       | Kroatien                                | 158                                     |
| 3                                       | Serbien                                 | 144                                     |
| 4                                       | Slowenien                               | 132                                     |
| 5                                       | Bosnien und Herzegowina                 | 114                                     |

Vergaben der Höchstwertung
Seit 1996 vergab Nordmazedonien die Höchstpunktzahl an 13 verschiedene Länder, davon achtmal an Albanien. Im Halbfinale dagegen vergab Nordmazedonien die Höchstpunktzahl an acht verschiedene Länder, davon achtmal an Albanien.
| Höchstwertung (Finale) | Höchstwertung (Finale)   | Höchstwertung (Finale)   |
| Jahr                   | Land                     | Platz (Finale)           |
| ---------------------- | ------------------------ | ------------------------ |
| 1996                   | Nicht qualifiziert       | Nicht qualifiziert       |
| 1997                   | Auf Teilnahme verzichtet | Auf Teilnahme verzichtet |
| 1998                   | Kroatien                 | 5                        |
| 1999                   | Nicht qualifiziert       | Nicht qualifiziert       |
| 2000                   | Rumänien                 | 17                       |
| 2001                   | Nicht qualifiziert       | Nicht qualifiziert       |
| 2002                   | Rumänien                 | 9                        |
| 2003                   | Nicht qualifiziert       | Nicht qualifiziert       |
| 2004                   | Albanien                 | 7                        |
| 2005                   | Albanien                 | 16                       |
| 2006                   | Bosnien und Herzegowina  | 3                        |
| 2007                   | Serbien                  | 1                        |
| 2008                   | Albanien                 | 17                       |
| 2009                   | Türkei                   | 4                        |
| 2010                   | Albanien                 | 16                       |
| 2011                   | Bosnien und Herzegowina  | 6                        |
| 2012                   | Albanien                 | 5                        |
| 2013                   | Dänemark                 | 1                        |
| 2014                   | Montenegro               | 19                       |
| 2015                   | Albanien                 | 17                       |
| 2016                   | Ukraine (J)              | 1                        |
| 2016                   | Serbien (T)              | 18                       |
| 2017                   | Bulgarien (J & T)        | 2                        |
| 2018                   | Estland (J)              | 8                        |
| 2018                   | Albanien (T)             | 11                       |
| 2019                   | Italien (J)              | 2                        |
| 2019                   | Albanien (T)             | 17                       |
| 2020                   | Wettbewerb abgesagt      | Wettbewerb abgesagt      |
| 2021                   | Serbien (J & T)          | 15                       |
| 2022                   | Spanien (J)              | 3                        |
| 2022                   | Serbien (T)              | 5                        |
| 2023 2024 2025         | Auf Teilnahme verzichtet | Auf Teilnahme verzichtet |

| Höchstwertung (Halbfinale) | Höchstwertung (Halbfinale) | Höchstwertung (Halbfinale) |
| Jahr                       | Land                       | Platz (Halbfinale)         |
| -------------------------- | -------------------------- | -------------------------- |
| 2004                       | Albanien                   | 4                          |
| 2005                       | Kroatien                   | 4                          |
| 2006                       | Albanien                   | 14                         |
| 2007                       | Serbien                    | 1                          |
| 2008                       | Albanien                   | 9                          |
| 2009                       | Türkei                     | 2                          |
| 2010                       | Albanien                   | 6                          |
| 2011                       | Bosnien und Herzegowina    | 5                          |
| 2012                       | Serbien                    | 2                          |
| 2013                       | Malta                      | 4                          |
| 2014                       | Malta                      | 9                          |
| 2015                       | Serbien                    | 9                          |
| 2016                       | Serbien (J)                | 10                         |
| 2016                       | Albanien (T)               | 16                         |
| 2017                       | Bulgarien (J)              | 2                          |
| 2017                       | Serbien (T)                | 11                         |
| 2018                       | Bulgarien (J)              | 7                          |
| 2018                       | Albanien (T)               | 8                          |
| 2019                       | Albanien (J & T)           | 9                          |
| 2020                       | Wettbewerb abgesagt        | Wettbewerb abgesagt        |
| 2021                       | Israel (J)                 | 5                          |
| 2021                       | Kroatien (T)               | 11                         |
| 2022                       | Serbien (J & T)            | 3                          |
| 2023 2024 2025             | Auf Teilnahme verzichtet   | Auf Teilnahme verzichtet   |

## Trivia
- Nordmazedonien ist eines von drei Ländern, welches den Barbara Dex Award zweimal gewann (2005 und 2018). Ansonsten konnten nur Serbien (2010 und 2013) und Portugal (2006 und 2019) den Award mehrmals gewinnen. Mit dem Award wird das schlechteste Outfit des jeweiligen Jahrgangs "geehrt".

## Impressionen

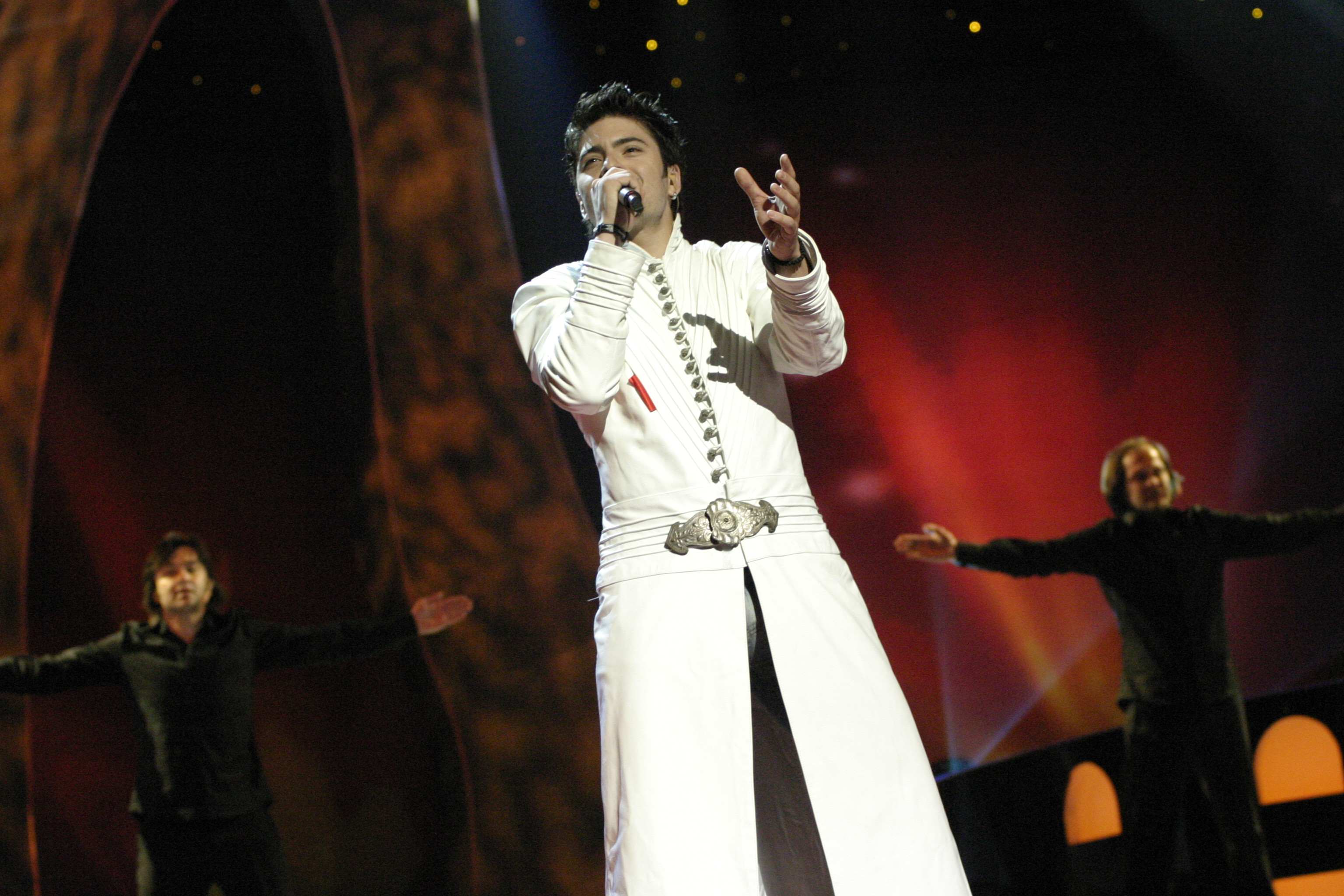
Toše Proeski 2004
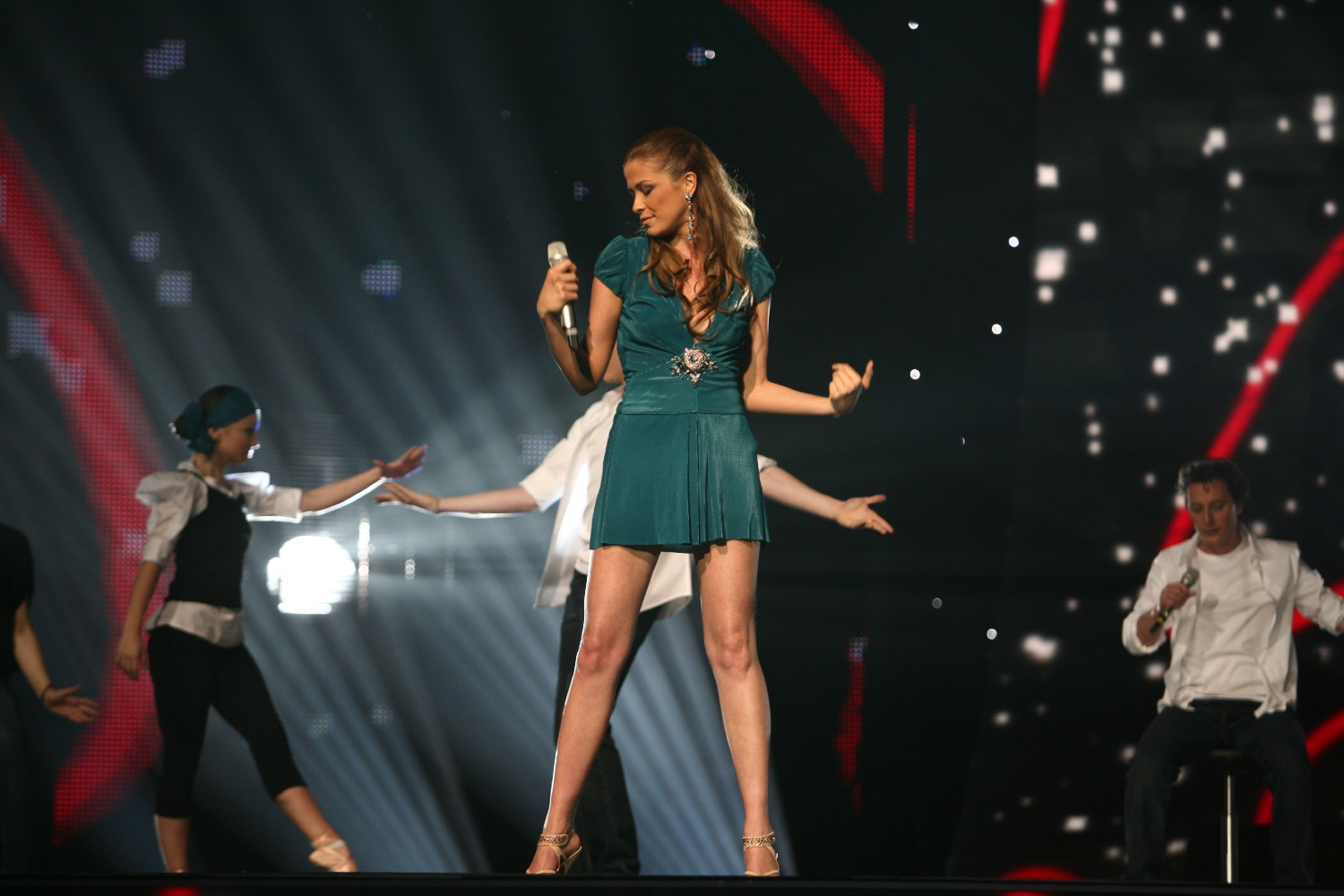
Karolina Gočeva 2007
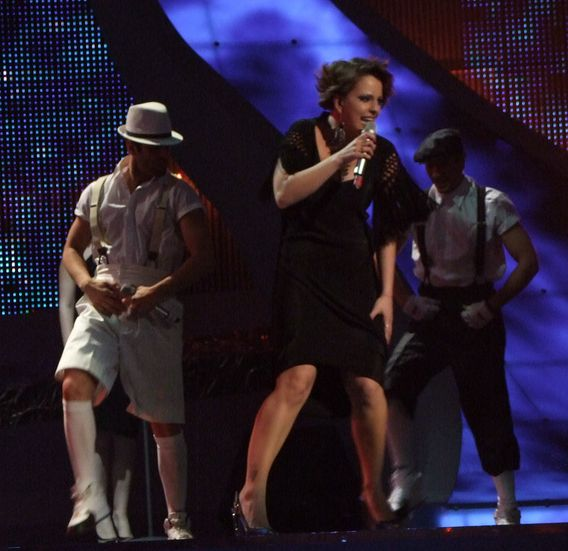
Tamara, Vrčak und Adrian 2008
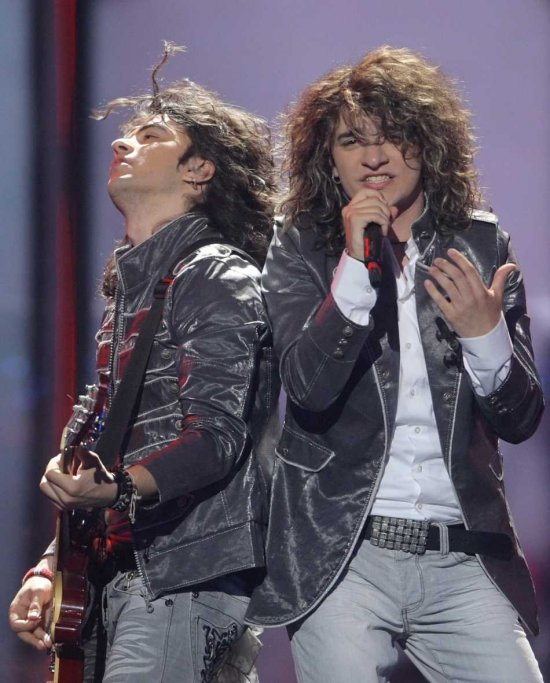
Next Time 2009
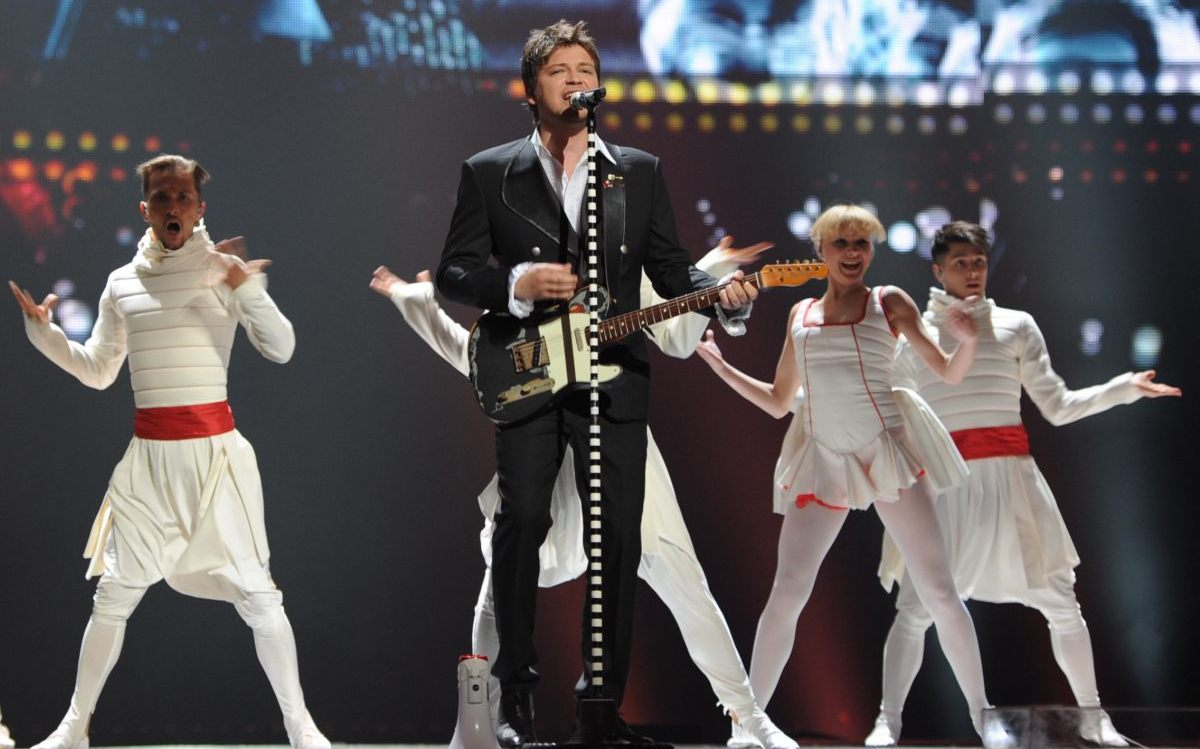
Vlatko Ilievski 2011
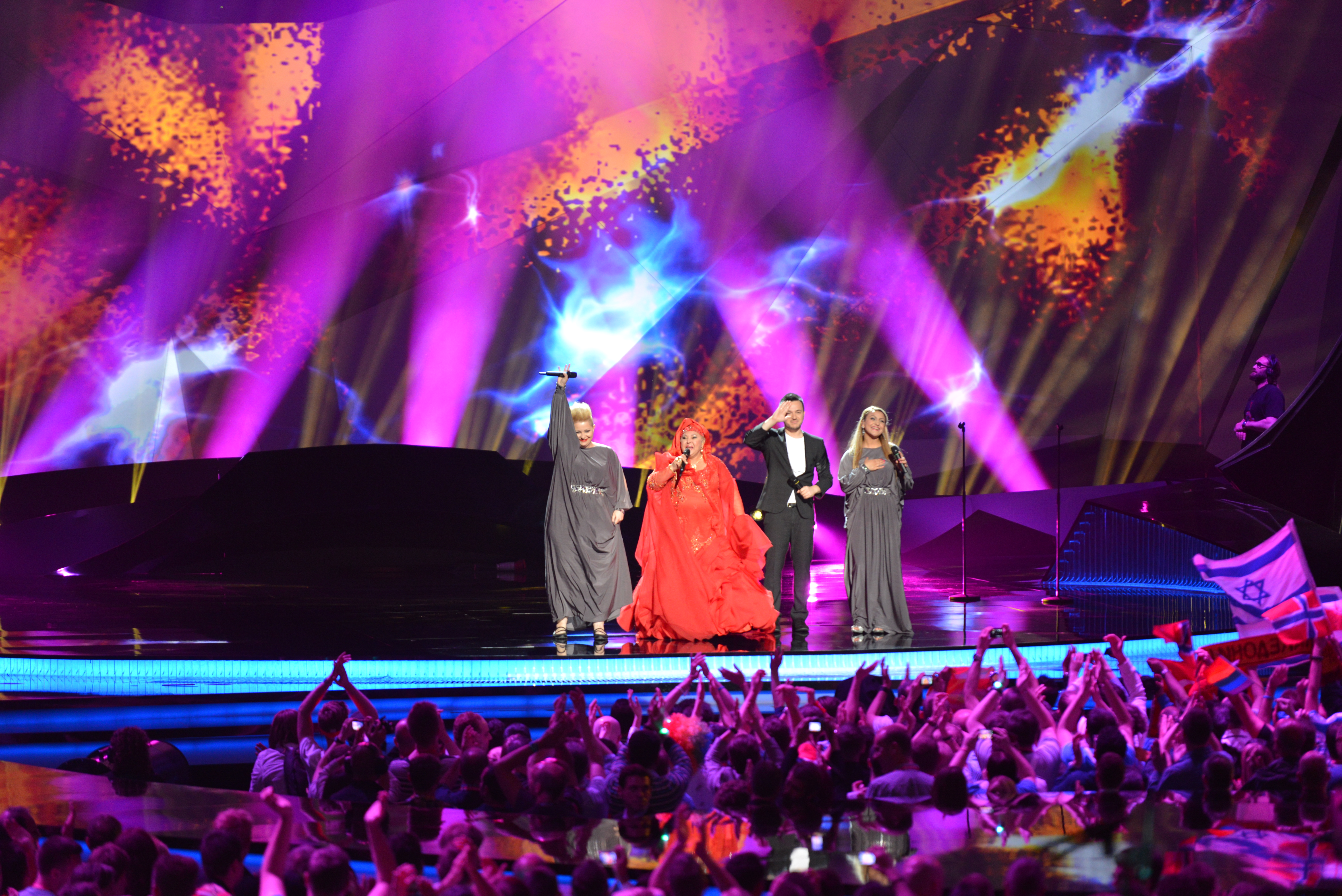
Esma Redžepova und Vlatko Lozanoski 2013
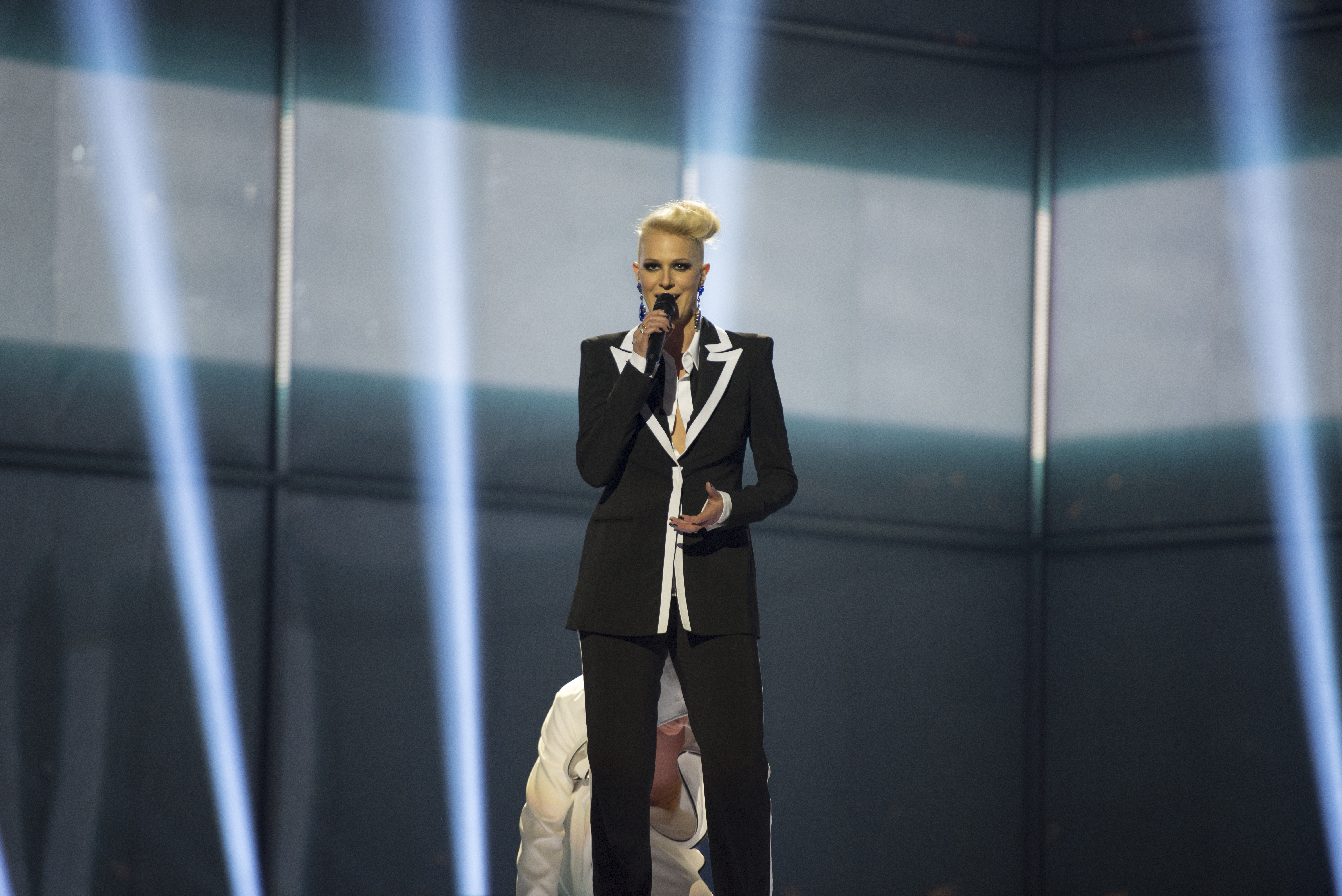
Tijana Dapčević 2014
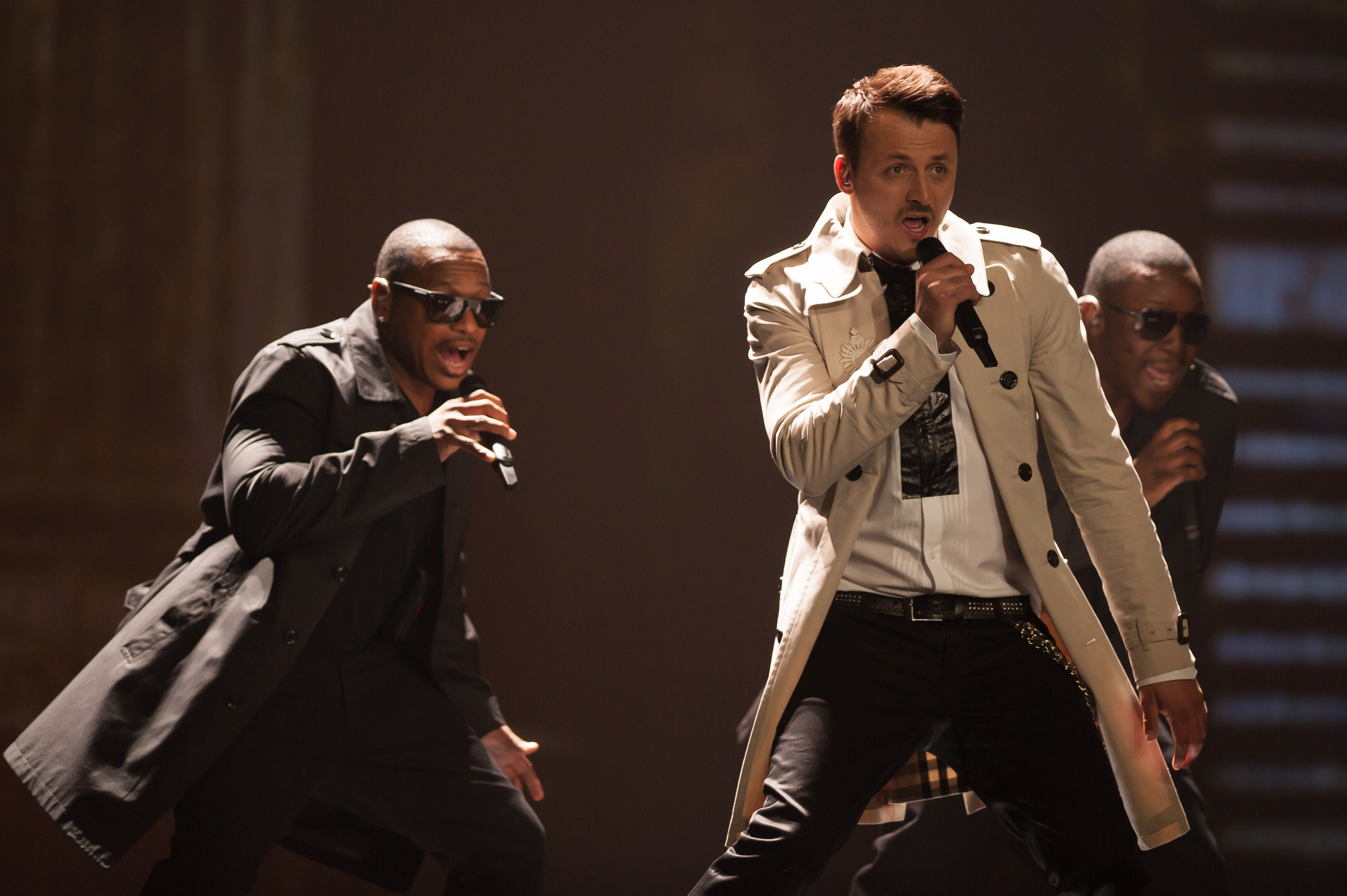
Daniel Kajmakoski 2015
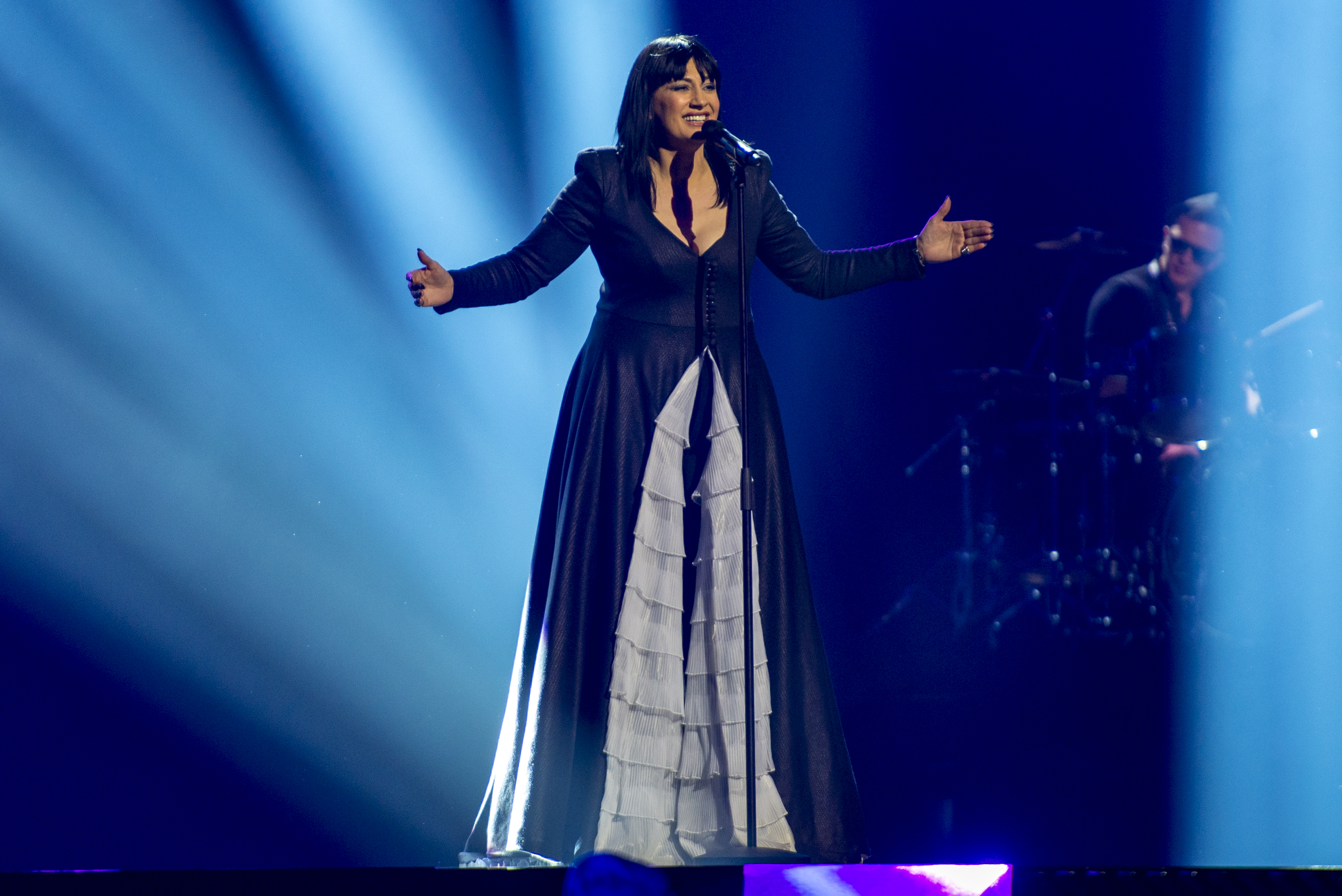
Kaliopi 2016
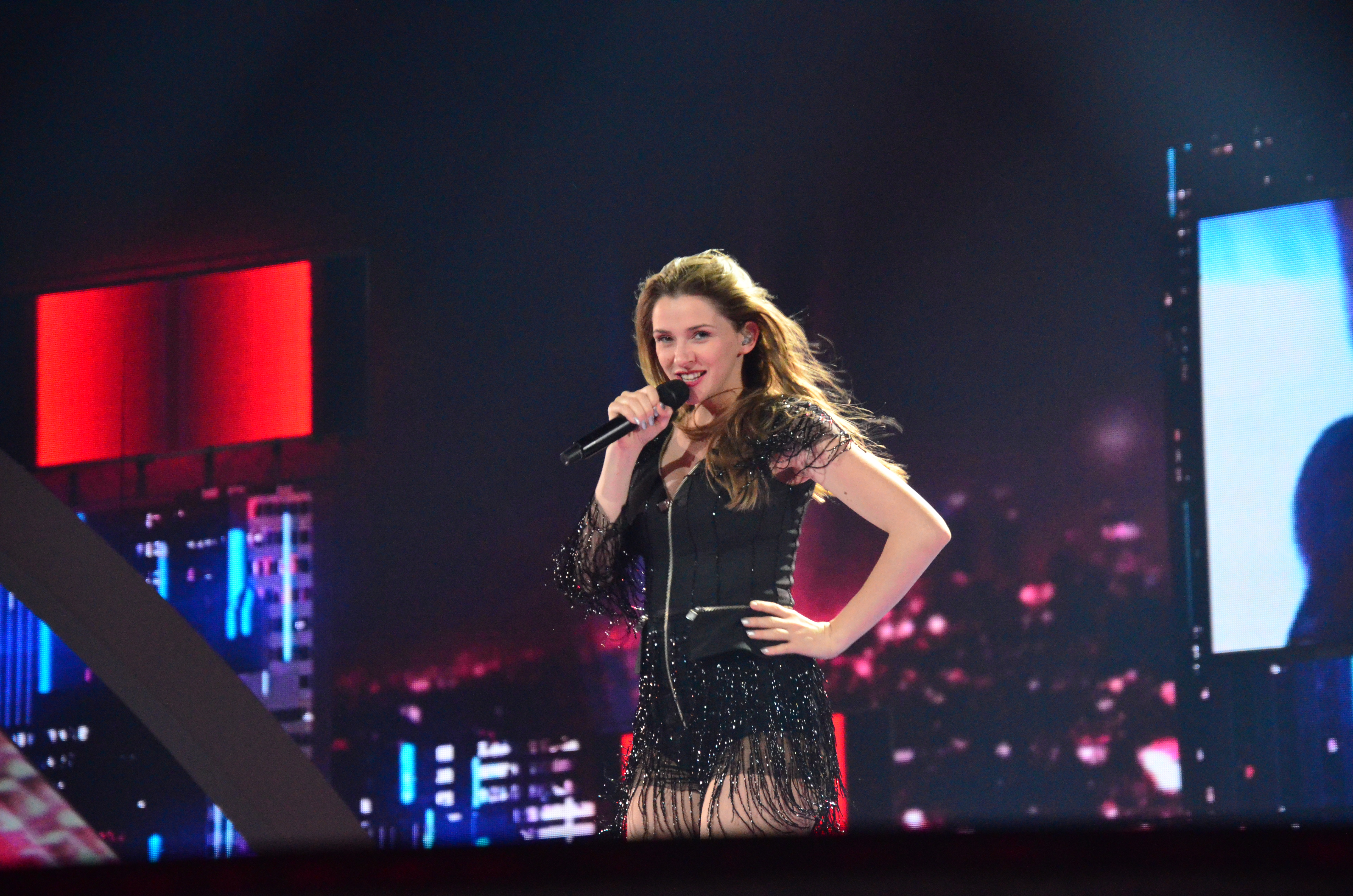
Jana Burčeska 2017
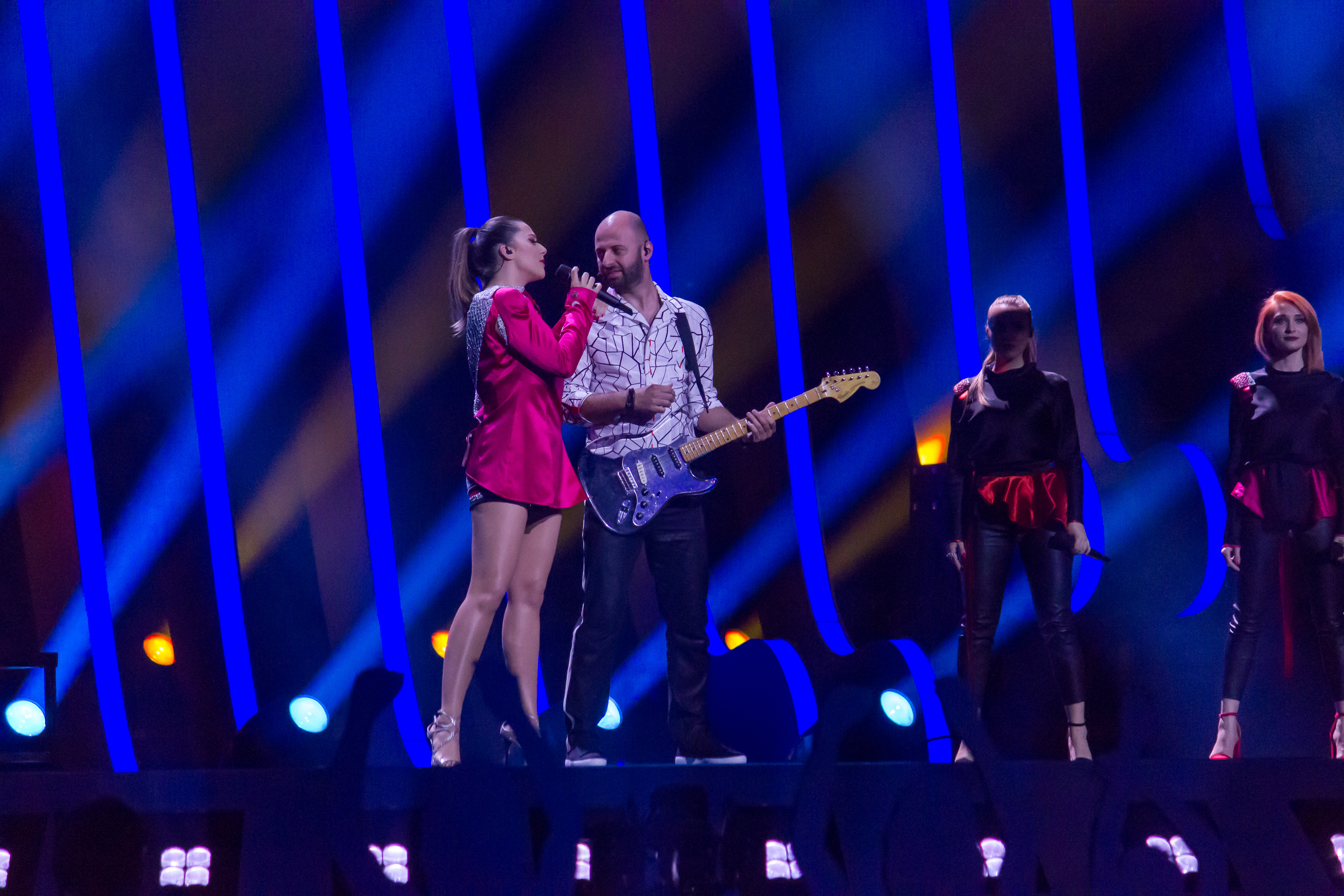
Eye Cue 2018
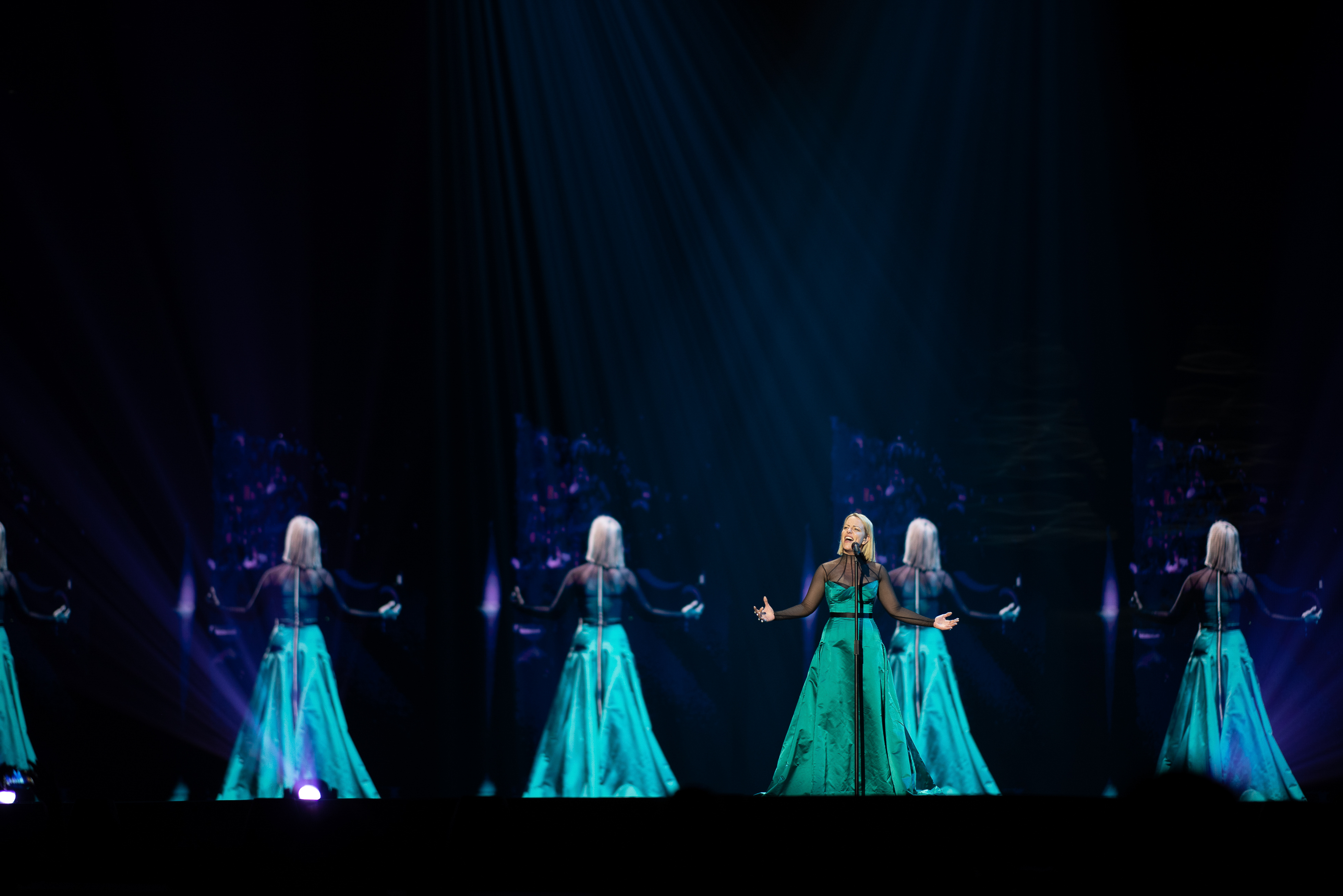
Tamara Todevska 2019
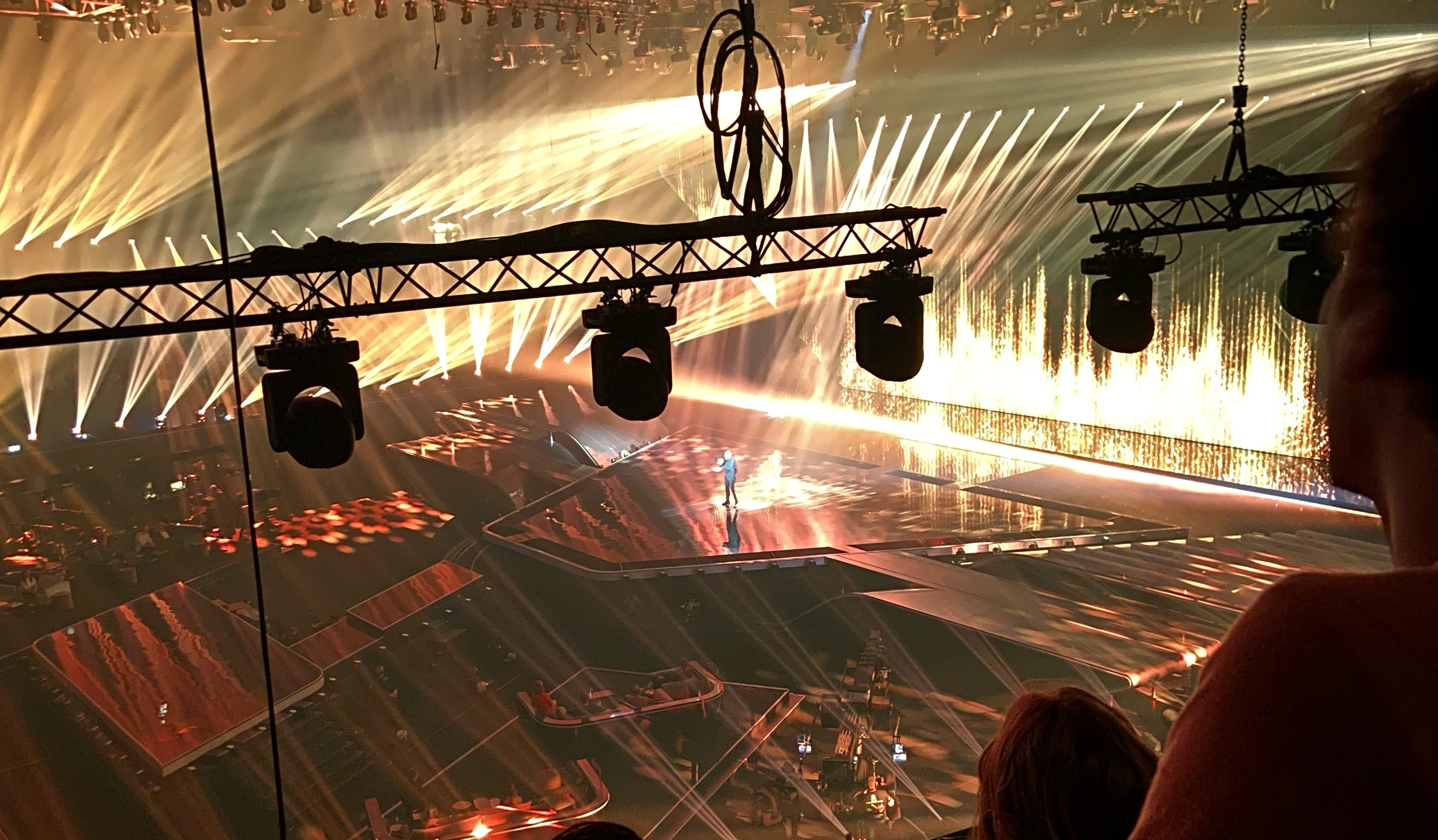
Vasil 2021
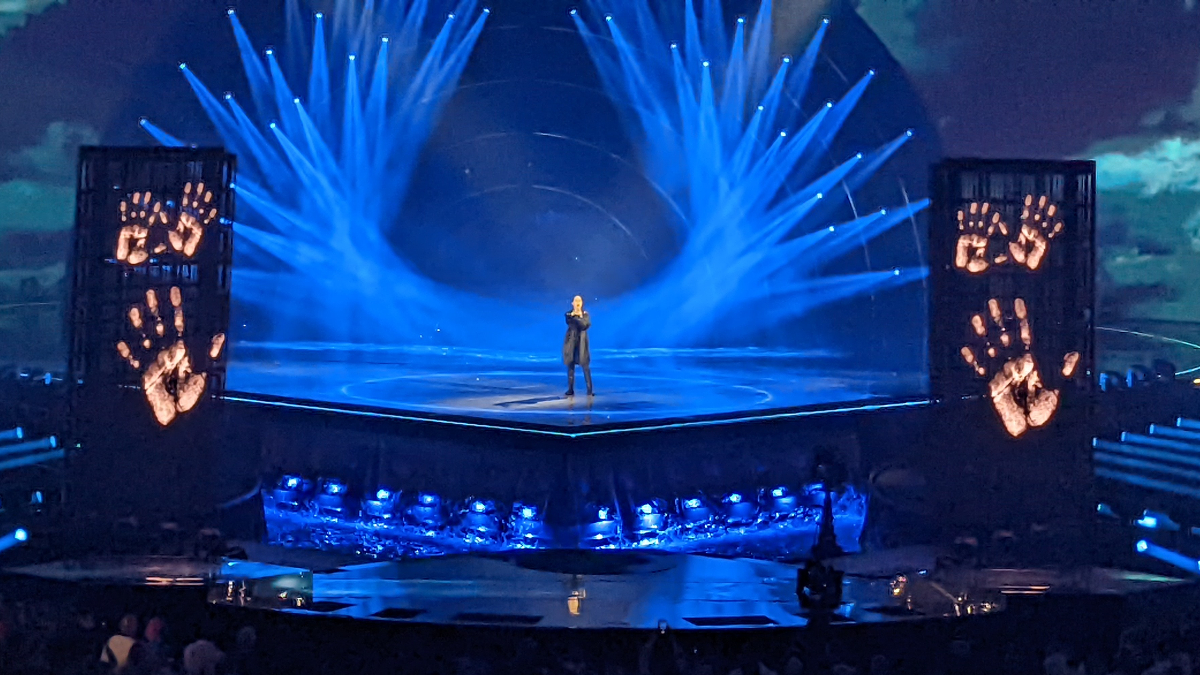
Andrea 2022